# Bonaparte à Malte
Bonaparte à Malte est un livre publié en 2008 par Kotba-Argo Limited et écrit par Frans Sammut avec une presentation du Dr Paul Borg Olivier. L'original maltais, Bonaparti f'Malta, a été publié en 1997.

## Histoire
Citant des documents contemporains à partir des archives de Malte, il fournit un compte rendu détaillé des six jours que Bonaparte passa à Malte en 1798, ainsi qu'une analyse de la situation politique en vertu de l'ordre de Saint-Jean de Jérusalem et les conséquences politiques et culturelles de la conquête de Malte par Bonaparte.
Dans les mots de l'écrivain et ancien Premier Ministre de Malte, Alfred Sant, Napoléon et son impact sur Malte sont des sujets « persistants dans les intérêts et de la recherche de Sammut ».
C'est le premier compte-rendu, en langue française, de ces six jours. Au huitième Congrès de la Société Napoléonienne Internationale, Sammut a présenté, « Le siècle des Lumières à Malte et la venue de Bonaparte », basé sur ses recherches pour Bonaparte à Malte.
Certaines des recherches de Sammut pour Bonaparte à Malte sont également entrées dans sa nouvelle historique de 1994 sur Vassalli, Il-Ħolma Maltija (Le rêve maltais), décrite par Alfred Sant comme « son chef-d'œuvre » et par l'auteur britannique et poète Marjorie Boulton comme « un travail colossal ».

## Contenu
Sammut a maintenu que Napoléon, malgré le peu de temps passé à Malte, a cherché tout seul à entraîner le pays dans le monde moderne. Il a publié une série de décrets visant à apporter une réorganisation en profondeur du gouvernement et de la société à Malte, et a inlassablement cherché à examiner les lois du pays et ses règlements. L'abolition des titres de noblesse et des privilèges et la fin de l'esclavage à Malte furent les premières mesures qu'il a mises en œuvre. Il a ordonné l'expulsion de l'inquisiteur et la libération des prisonniers politiques de l'Ordre, y compris le patriote maltais, Michelantoine Vassalli, qui a partagé ses idéaux des Lumières et qu'il décrit comme "le prisonnier le plus intelligent (jamais) enfermé dans une cellule",. Exprimant sa surprise que des sujets fondamentaux tels que les mathématiques, la physique et l'astronomie, n'étaient pas encore enseigné à l'Université de Malte, il a également institué une série de réformes de l'éducation.
Sammut a caractérisé Napoléon comme «un autre type de leader ... plus un stratège intellectuel et philosophe», une qualité le plaçant au plus haut grade de commandant, tout comme Jules César et Alexandre le Grand.

## Accueil
Selon Prof. Anne-Marie Mésa de l'Universite de Reims Champagne-Ardenne, « Le point de vue de [Frans Sammut] est en effet original, très bien argumenté, nuancé et subtil comme doit l’être tout travail historique. C’est un vrai bonheur de le lire ! » et Frans Sammut « était manifestement un excellent historien, mais aussi une personnalité très riche et d’une grande culture. »